# Juan José Úbeda
Juan José Úbeda Fuentes (Carballo, La Coruña, 10 de noviembre de 1925-Barcelona, 18 de febrero de 1992) fue un historietista español.

## Biografía
Tras darse a conocer con Orlando, príncipe de las tinieblas, Juan José Úbeda pasó a editorial Bruguera, donde realizaría la mayor parte de su carrera.
Fue así uno de los múltiples dibujantes que se encargó de continuar El Capitán Trueno e ilustró luego adaptaciones literarias para la colección "Joyas Literarias Juveniles".

## Obra
| Años | Título                             | Guionista                 | Tipo       | Publicación                                    |
| ---- | ---------------------------------- | ------------------------- | ---------- | ---------------------------------------------- |
| 1965 | Orlando, príncipe de las tinieblas |                           | Serial     | Ivars                                          |
| 1966 | El Capitán Trueno                  |                           | Serie      | El Capitán Trueno Extra                        |
| 1972 | Claudio y la Tabla Redonda         | Víctor Mora               | Monografía | Bruguera: Joyas Literarias Juveniles, núm. 54  |
| 1972 | Los caballeros teutones            | Andreu Martín             | Monografía | Bruguera: Joyas Literarias Juveniles, núm. 63  |
| 1974 | El correo Rolando                  | José Antonio Vidal Sales  | Monografía | Bruguera: Joyas Literarias Juveniles, núm. 93  |
| 1975 | En el país de las pieles           | Ramón Bacardti Casamisans | Monografía | Bruguera: Joyas Literarias Juveniles, núm. 174 |